# جون وينديل ميتشيل
جون وينديل ميتشيل هو كاتب كندي، ولد في 1880، وتوفي في 1951.